# Гедж, Арно
Арно́ Гедж (фр. Arnaud Guedj, род. 19 июля 1997, Ле-Ман) — французский футболист сенегальского происхождения, полузащитник клуба Насьональ 2 «Волтижер де Шатобриан».

## Биография
Воспитанник футбольной школы «Ле-Мана». В 2014 году стал игроком «Ниццы», однако за основной состав ни одной игры не провёл. На протяжении трёх сезонов выступал за вторую команду клуба в французском Национальном дивизионе 2 (четвёртая по рангу лига), где отыграл за это время 16 матчей
Летом 2017 года подписал контракт с украинским клубом «Звезда» из Кропивницкого, став первым французским легионером в истории команды. Дебютировал в украинской Премьер-лиге 16 июля 2017 года, выйдя в стартовом составе в выездном матче против львовских «Карпат», в котором отыграл 68 минут, после чего был заменён Кириллом Дришлюком. Летом 2018 года, после вылета команды в первую лигу, покинул «Звезду» и стал игроком албанского «Скендербеу»

### Сборная
В 2013 году вызывался в юношескую сборную Франции (до 16 лет), за которую провел три матча, против Бельгии (3:2), Украины (1:0) и Чехии (3:1).